# タインチ県
タインチ県（タインチけん、ベトナム語：Huyện Thanh Trì / 縣青池）は、ベトナム社会主義共和国の首都ハノイ市に存在する行政区。

## 行政
タインチ県は以下の行政単位に区分される。
- ヴァンディエン市鎮（Văn Điển / 文典）
- タインリエット社（Thanh Liệt / 清烈）
- ドンミー社（Đông Mỹ / 東美）
- イエンミー社（Yên Mỹ / 安美）
- ズイエンハ社（Duyên Hà / 沿河）
- タムヒエップ社（Tam Hiệp / 三協）
- トゥーヒエップ社（Tứ Hiệp / 四協）
- グーヒエップ社（Ngũ Hiệp / 五協）
- ゴクホイ社（Ngọc Hồi / 玉洄）
- ヴィンクイン社（Vĩnh Quỳnh / 永瓊）
- タタインオアイ社（Tả Thanh Oai / 左青威）
- ダイアン社（Đại Áng / 大盎）
- ヴァンフック社（Vạn Phúc / 万福）
- リエンニン社（Liên Ninh / 連寧）
- フーホア社（Hữu Hòa / 有和）
- タンチエウ社（Tân Triều / 新潮）

## 交通
- ベトナム鉄道南北線
  - ヴァンディエン駅